# Rena Rolska (1962)
Rena Rolska - szósty minialbum nagrany przez Renę Rolską w 1962 roku i w tym samym roku wydany przez Pronit. Utwory zawarte na płycie zostały zarejestrowane w studio Polskich Nagrań w Warszawie.

## Lista utworów
Strona a:
1. Co nam przyniesie ta noc (Romuald Żyliński – Kazimierz Winkler)
2. Powiedz mamo (trad – Kazimierz Winkler)

Strona b:
1. Jeszcze się zastanów (Jerzy Mart – Mirosław Łebkowski)
2. Samotne oczekiwanie (Marian Radzik – Bolesław Żabko-Potopowicz)

## Muzycy
- Rena Rolska – śpiew
- Orkiestra – akompaniament
- Ryszard Damrosz – dyrekcja